# NGC 4454
NGC 4454 ist eine Linsenförmige Galaxie vom Hubble-Typ SB0/a im Sternbild Jungfrau an der Ekliptik. Sie ist schätzungsweise 103 Millionen Lichtjahre von der Milchstraße entfernt und hat einen Durchmesser von etwa 70.000 Lj.
Das Objekt wurde am 17. April 1784 von William Herschel entdeckt.